# Viața e frumoasă (film din 1979)
Viața e frumoasă (titlul original: în rusă Жизнь прекрасна, transliterat: Jizn prekrasna, în italiană: La vita è bella) este un film dramatic coproducție sovieto-italiană, realizat în 1979 de regizorul Grigori Ciuhrai, protagoniști fiind actorii Giancarlo Giannini, Ornella Muti, Reghimantas Adomaitis. 

## Distribuție
- Giancarlo Giannini – Antonio Murillo
- Ornella Muti – Maria, chelneriță
- Reghimantas Adomaitis – cercetătorul
- Iuozas Budraitis – Gomez
- Otar Koberidze – Alvarado
- Enzo Fiermonte – João
- Stefano Madia – Paco
- Evgeni Lebedev – Rostão, directorul închisorii
- Stanislav Cekan – un prizonier
- Feliks Iavorski – pastorul
- Nikolai Dupak – comisarul
- Andrei Daniliuk –
- Irina Ditts – ospătărița
- Valentin Kulik – un prizonier
- Eduardas Kunavicius – Kordoso
- Igor Iasulovici – un prizonier
- Aleksandr Ivanov – un cercetător